# طائر الكرمة
طائر الكَرْمة (الاسم العلمي: Ampelion)، جنس طيور من الفصيلة القطنجية وتتبع هذا الجنس الأنواع التالية:
| Image | Scientific name         | Common Name          | Distribution                                         |
| ----- | ----------------------- | -------------------- | ---------------------------------------------------- |
|       | Ampelion rubrocristatus | قطنجة حمراء العرف    | Bolivia, Colombia, Ecuador, Peru, and VenezuelaChina |
|       | Ampelion rufaxilla      | قطنجة كستنائية العرف | Bolivia, Colombia, Ecuador, and Peru Philippines     |